# Asthenargus inermis
Asthenargus inermis là một loài nhện trong họ Linyphiidae.
Loài này thuộc chi Asthenargus. Asthenargus inermis được Eugène Simon & Jean-Louis Fage miêu tả năm 1922.